# Simone Collio
Simone Collio (ur. 27 grudnia 1979 w Cernusco sul Naviglio) – włoski lekkoatleta, sprinter.

## Osiągnięcia
- 2. miejsce podczas halowego pucharu Europy (bieg na 60 m Lipsk 2004)
- 7. lokata na halowych mistrzostwach świata (bieg na 60 m Budapeszt 2004)
- 5. miejsce w halowych mistrzostwach Europy (bieg na 60 m Madryt 2005)
- 3. lokata podczas Superligi pucharu Europy (bieg na 100 m Florencja 2005)
- złoty medal mistrzostw świata wojskowych (bieg na 200 m Sofia 2009)
- złoto igrzysk śródziemnomorskich (sztafeta 4 x 100 m, Pescara 2009)
- srebrny medal mistrzostw Europy (sztafeta 4 x 100 m, Barcelona 2010)
- złoto igrzysk śródziemnomorskich (sztafeta 4 x 100 m, Mersin 2013)

Collio trzykrotnie reprezentował Włochy na igrzyskach olimpijskich (Ateny 2004, Pekin 2008, Londyn 2012), jednak nie udało mu się awansować do finału ani w startach indywidualnych, ani w sztafecie 4 x 100 metrów.

## Rekordy życiowe
- bieg na 100 m – 10,06 (2009)
- bieg na 50 m (hala) – 5,75 (2009) rekord Włoch[1]
- bieg na 60 m (hala) – 6,55 (2008) do 2013 rekord Włoch[2]